# شيفيتا كاستيلانا
شيفيتا كاستيلانا هي بلدة وكومونا نقع في مقاطعة فيتيربو، إيطاليا.